# NGC 2606
NGC 2606 je galaksija u zviježđu Velikom medvjedu.

## Vanjske poveznice
- SEDS: NGC 2606